# Gârcina (gmina)
Gârcina – gmina w Rumunii, w okręgu Neamț. Obejmuje miejscowości Almaș, Cuejdiu i Gârcina. W 2011 roku liczyła 4336 mieszkańców.